# Valentine (Arizona)
Valentine è una località (unincorporated community) degli Stati Uniti d'America, appartenente alla Contea di Mohave nello Stato dell'Arizona.
È situata a circa 42 km a nord-est di Kingman, sul percorso della vecchia Route 66.
Il censimento nazionale del 2010 ha stimato la popolazione locale in 38 abitanti.